# Džamál al-Džamál
Džamál Muhammad al-Džamál, arabsky جمال الجمال‎ (1957, Bejrút – 1. ledna 2014, Praha), byl palestinský diplomat a velvyslanec Státu Palestina v České republice.

## Život
Džamál Muhammad al-Džamál se narodil v uprchlickém táboře Šatíla v jižní části Bejrútu v rodině, která během Palestinského exodu v roce 1948 odešla z Jaffy do Libanonu a žila poté v táboře Šatíla, kam libanonská vláda soustředila palestinské uprchlíky. V roce 1975 se Džamál stal členem hnutí al-Fatáh, v jehož čele stál Jásir Arafat. Od roku 1979 pracoval jako asistent velvyslance Organizace pro osvobození Palestiny v Bulharsku, v roce 1984 se přesunul na velvyslanectví do Prahy, kde následně pracoval jako úřadující velvyslanec. V letech 2005 až 2013 se Džamál stal palestinským konzulem v egyptské Alexandrii. Následovalo jmenování velvyslancem v Praze, kde se funkce ujal 11. října 2013.
Byl ženatý, měl dva syny a dvě dcery.

## Smrt
Džamál al-Džamál zemřel v pražské Ústřední vojenské nemocnici 1. ledna 2014 následkem výbuchu, který nastal po otevření trezoru v novém sídle palestinské ambasády v Praze. Policie České republiky smrt prověřuje jako usmrcení z nedbalosti a nedovolené ozbrojování. V průběhu vyšetřování policie vyloučila, že diplomata zabil nástražný výbušný systém trezoru stejně tak vyloučila i teroristický útok. Jeho třicetiletá dcera Rana ale vyjádřila přesvědčení, že se jednalo o vraždu.
Pohřben byl na předměstí Ramalláhu dne 8. ledna 2014.